# Књижевно дело

књижевно дело, идејна творевина, формирана и исказана језичким средствима, која сједињује три основне људске особености: машта, осећање и мисао. Може, али не мора бити утврђена непроменљивим текстом, јер постоје, особито у области народног стваралаштва, многа књижевна дела усменог постанка и преношења. 
У уметничком књижевном делу преовлађују машта и осећање којима се придружује мисао. Исти спој постоји и у научном делу, с том разликом што ту преовлађује мисао, јер аутор, у откривању и утврђивању истине настоји да се у што већој мери ослободи утицаја осећања. Песник, као аутор књижевног дела у излагању садржаја служи се сликовитим облицима, тј. успоставља слике из живота које могу имати уопштени значај, мада носе печат субјективности, будући да су прожете емоционалношћу. Ипак, сваки стваралац жели да у свом делу саопшти неко сазнање о животу и људском постојању уопште. Начин на који то чини, односно како обликује и организује текстуалну материју, опредељује писца и његово остварење одређеном књижевном роду или врсти, а начин како уметнички формира своје слике, односно читаво казивање, одређује га стилски. 
Најновија проучавања књижевних дела непобитно су утврдила постојање разних слојева у сваком делу појединачно, од којих се могу сматрати основним — звуковни слој, који проистиче из еуфоније, ритма, метра, потом слој јединица значења, који даје формалну језичку структуру књижевних дела и, најзад, слој који сачињавају песничка стилска средства. Због тога се савремена проучавања књижевних дела углавном усмеравају према испитивању и сазнавању како су ти слојеви формирани у неком књижевном делу и у каквом су међусобном односу. 